# Els misteris de les majorets
Els misteris de les majorets o Assassinat a Brouage (títol original en francès, Les Mystères des majorettes) és un telefilm francès, de la col·lecció Els misteris de.... Dirigit per Lorenzo Gabriele i escrit per Laure Duthilleul, es va estrenar al canal belga La Une el 22 de març de 2020 i al canal francès France 3 el 30 de març, quan va ser seguit per 4,84 milions d'espectadors. Es va rodar el setembre de 2019 a Brouage. S'ha doblat al valencià per a À Punt amb el títol d'Assassinat a Brouage, i al català central per a TV3 amb el nom d'Els misteris de les majorets.

## Repartiment
- Isabelle Vitari: Claire Verbecq
- Alexandre Varga: David
- Marie Bunel: Patricia
- Michèle Moretti: Éliette
- Jade Phan-Gia: Madame Li
- David Van Severen: amic d'en David